# 1991 في النرويج
فيما يلي قوائم الأحداث التي وقعت خلال عام 1991 في النرويج.

## سياسة

### تعيين في المنصب
- 17 يناير – هارلد الخامس ملكية النرويج.

### انتهاء فترة المنصب
- 17 يناير – أولاف الخامس ملكية النرويج.

## كتب
من الكتب التي صدرت هذه السنة في النرويج:
- 1 يناير – عالم صوفي من تأليف جوستاين غاردر.

### يناير
- 8 يناير – ستيفان يوهانسن لاعب كرة قدم نرويجي.

### فبراير
- 15 فبراير – كاري براتسيت لاعبة كرة يد نرويجية.
- 24 فبراير – هنريك إنجبريجتسون رياضي نرويجي.

### أبريل
- 5 أبريل – ثيا مورك لاعبة كرة يد نرويجية.
- 5 أبريل – نورا مورك لاعبة كرة يد نرويجية.

### مايو
- 29 مايو – ماتوما

### يوليو
- 12 يوليو – اميلي موبيرج درّاجة طريق نرويجية.
- 31 يوليو – هيثم العصامي لاعب كرة قدم نرويجي.

### أغسطس
- 22 أغسطس – كريستيان أوسوليفان لاعب كرة يد نرويجي.

### سبتمبر
- 25 سبتمبر – ستاين بردال أوفتدال لاعبة كرة يد نرويجية.

### نوفمبر
- 6 نوفمبر – ستورلا فاجيرهاوج متسابق دراجات نارية نرويجي.
- 13 نوفمبر – ماغنوس جوليرود لاعب كرة يد نرويجي.

### ديسمبر
- 5 ديسمبر – عمر العبدلاوي لاعب كرة قدم نرويجي.